# 리카르도 잔도나이

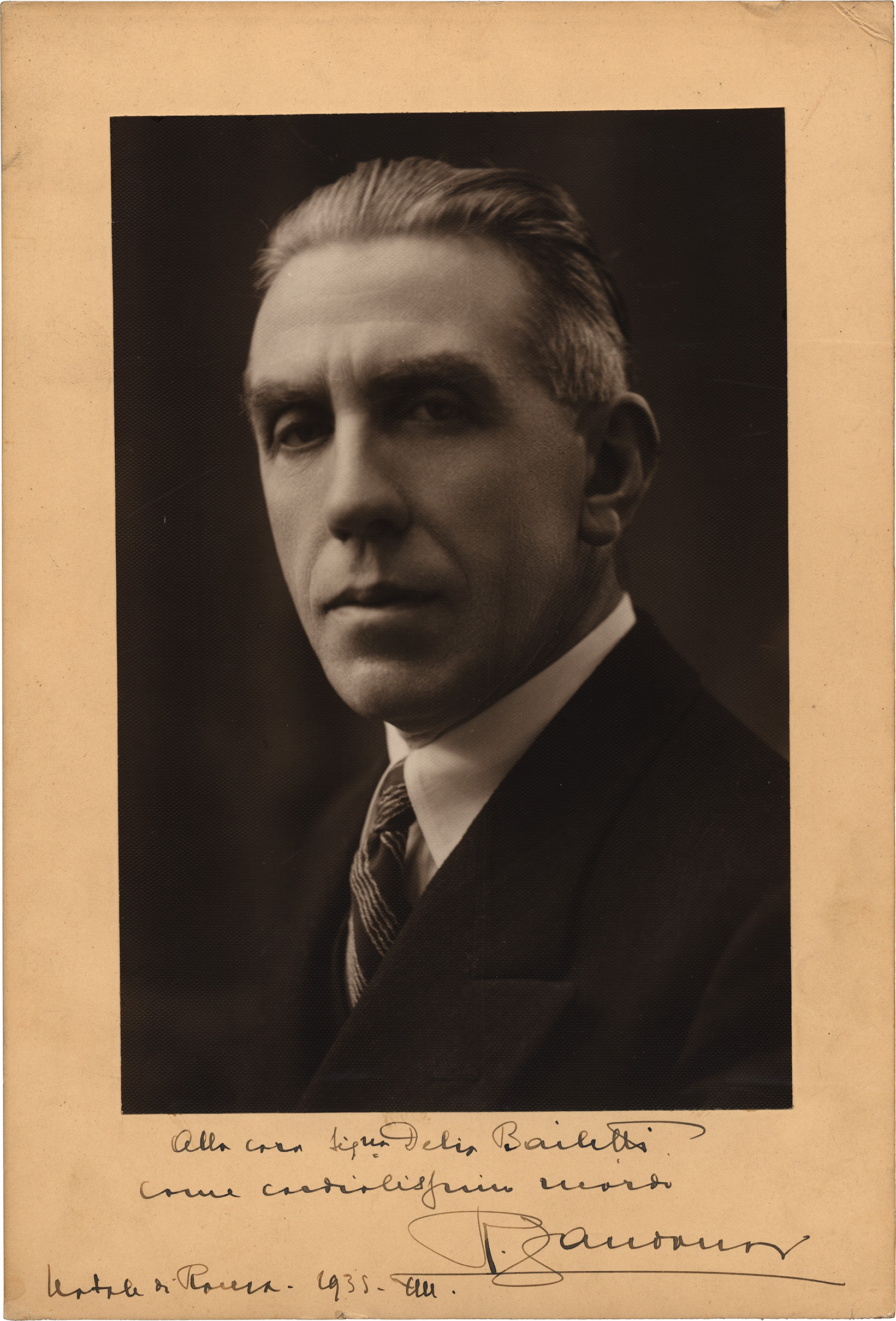

리카르도 잔도나이(Riccardo Zandonai, 1883-1944)는 이탈리아의 오페라 작곡가이며 마스카니에게 사사하였다. 유력한 악보출판사 리코르디의 사장에게 푸치니의 후계자가 될 만한 재능의 소유자로 인정되고 여러모로 편의를 받을 수 있는 행운을 얻어 그의 도움으로 1914년에 오페라 <프란체스카 다 리미니>를 발표했는데 푸치니 식의 작풍으로 이탈리아 국내에 큰 반응을 일으켰다. 1922년 <줄리엣과 로미오>를 발표했고 서정적인 작풍에 볼 만한 것이 있었으나 결국은 푸치니를 능가할 힘이 없었고 그의 명성도 점차 쇠퇴했다.